# Simon Elbaz
Simon Elbaz (in arabo سيمون الباز‎?; Bejaad, ...) è un cantante, compositore e attore marocchino.

## Biografia
Nato a Bejaad da famiglia ebraica marocchina, cresce nel Marocco degli anni 1950, sviluppando una passione per la musica popolare giudeo-araba, in particolare per l'espressione del matrouz. Si trasferisce a Parigi per studiare scienze umane all'Università di Parigi-Sorbona.
In ricordo dell'esodo della sua comunità dalla sua città natale, ha recitato nella parte di protagonista nel film marocchino Où vas-tu Moshé?, di Hassan Benjelloun.